# Manfred Koller
Manfred Koller (* 1941 in Wien; † 2. August 2025) war ein österreichischer Restaurator und Dozent für Technologie und Konservierung, langjähriger Leiter der Restaurierwerkstätten des österreichischen Bundesdenkmalamtes und durch zahlreiche Lehraufträge und Fachpublikationen im In- und Ausland bekannt.

## Leben
Koller besuchte von 1951 bis 1959 das Bundesgymnasium Wien 3 und von 1959 bis 1962 studierte er an der Akademie der bildenden Künste Wien Konservierung und Technologie bei Robert Eigenberger, wo er von 1962 bis 65 als Assistent an der Meisterschule für Konservierung tätig war. Gleichzeitig studierte er von 1959 bis 1972 Kunstgeschichte und klassische Archäologie an der Universität Wien bei Otto Demus, Renate Wagner-Rieger und Hedwig Kenner. Von 1963 bis 1965 absolvierte er diverse Restaurierpraktika für Wandmalerei bei Franz Walliser und Frambert Wall-Beyerfels in Wien, Niederösterreich und Tirol. Im Jahr 1964 folgte ein Restaurierpraktikum für Wandmalerei in Padua, Venedig und Florenz bei Leonetto Tintori.
Ab 1965 war Manfred Koller als Amtsrestaurator im wissenschaftlichen Dienst des Bundesdenkmalamtes und leitete von 1980 bis 2005 die Abteilung für Konservierung des Bundesdenkmalamtes im Arsenal (Restaurierateliers mit naturwissenschaftlichem Labor). Neben zahlreichen eigenen Restaurierungen in den Jahren 1965 bis 1979 an Gemälden, gefassten Skulpturen und Wandmalereien, leitete er auch zahlreiche restauratorische Großprojekte.

## Wirken
Ab 1970 erhielt Manfred Koller zahlreiche Lehraufträge an in- und ausländischen Hochschulen und Fachinstitutionen, wie etwa der Akademie der bildenden Künste in Wien, der Universität Wien, der Technischen Universität Wien, der Universität für angewandte Kunst Wien, der ICCROM-Kurse in Rom, der Staatlichen Akademie der Bildenden Künste Stuttgart, der Hochschule für Bildende Künste Dresden, des ICCROM-Course on Wood Conservation in Oslo, der Universität Ljubljana und der Polytechnischen Universität Valencia. 1982 habilitierte sich Manfred Koller für Technologie und Konservierung an der Akademie der bildenden Künste in Wien und war ab 1990 Zweitprüfer bei Diplom- und Doktoratstudien am Institut für Kunstgeschichte der Universität Wien tätig. Daneben hielt er zahlreiche Vorträge auf wissenschaftlichen Tagungen im Ausland.
Er arbeitete an zahlreichen Ausstellungsprojekten zu Denkmalpflege und Restaurierprojekten mit. Von 1990 bis 2006 organisierte er mit der Österreichischen Galerie Belvedere 20 Ausstellungen über „Bedeutende Kunstwerke: Gefährdet-konserviert-präsentiert“, öfter in Verbindung mit international besetzten kunsthistorisch-restauratorischen Kolloquien. Von 1964 bis 2011 verfasste Manfred Koller rund 570 Publikationen.
Von 1970 bis 1975 war er editor-assistant for Studies in Conservation, von 1979 bis 2011 Gründungsmitglied der Austrian Group des International Institute for Conservation (IIC) als Schriftführer bis 2011 und Obmann von 1999 bis 2011. Von 1973 bis 2011 gab er die „RESTAURATORENBLÄTTER“ als Publikationsreihe der Österreich Sektion des International Institute for Conservation heraus. Diese wurden durch den neuen Vorstand des IIC Austria ab 2014 in „RESTAURATORENBLÄTTER – PAPERS IN CONSERVATION“ (mit deutsch-englischem Inhalt) umbenannt.

## Restaurierungen (eigene und Leitung)
- Wandmalerei 11. Jh. Stift Lambach
- 4 Tafeln des Schottenaltars 15. Jh.
- Pasqualino Veneto-Tafel 15. Jh.
- Leinwandgemälden des 17. bis 18. Jhs. in Stift Heiligenkreuz und Stift Melk
- Wiener Schottenaltar (1966–69)
- Klosterneuburger Albrechtsaltar (1966–1980)
- Pacheraltar in St. Wolfgang (1971–76)
- Goldenes Dachl in Innsbruck (1975)
- Wiener Pestsäule (1982)
- Stiftskirche Melk (ab 1978)
- Beethovenfries von Gustav Klimt (1976–1985)
- Riesentor von St. Stephan (1995).

## Lehraufträge
- Akademie der bildenden Künste Wien seit 1970
- Universität Wien seit 1977
- ICCROM-Kurse in Rom von 1977 bis 1986
- Staatlichen Akademie der Bildenden Künste Stuttgart 1982/83
- Technischen Universität Wien von 1985 bis 2007
- Hochschule für Bildende Künste Dresden 1987 und 1997
- Ecole supérieure des Arts „La Cambre“ 1990 in Brüssel
- Universität für angewandte Kunst Wien seit 1995
- ICCROM-Course on Wood Conservation in Oslo 1999–2003
- Universität Ljubljana 2002
- Polytechnische Universität Valencia 2004

## Werke (Auswahl)
- Der Pacheraltar in St. Wolfgang als Modellfall von Kunstgeschichte und Denkmalpflege. In: Erste österreichische Kunsthistorikertagung, Graz 1981, S. 88–91 (gemeinsam mit Norbert Wibiral).
- Paul Strudel (1656–1708) und Peter Strudel (1660–1714). In: Neue Deutsche Biographie, München 2011.